# Tramwaje w Chociebużu

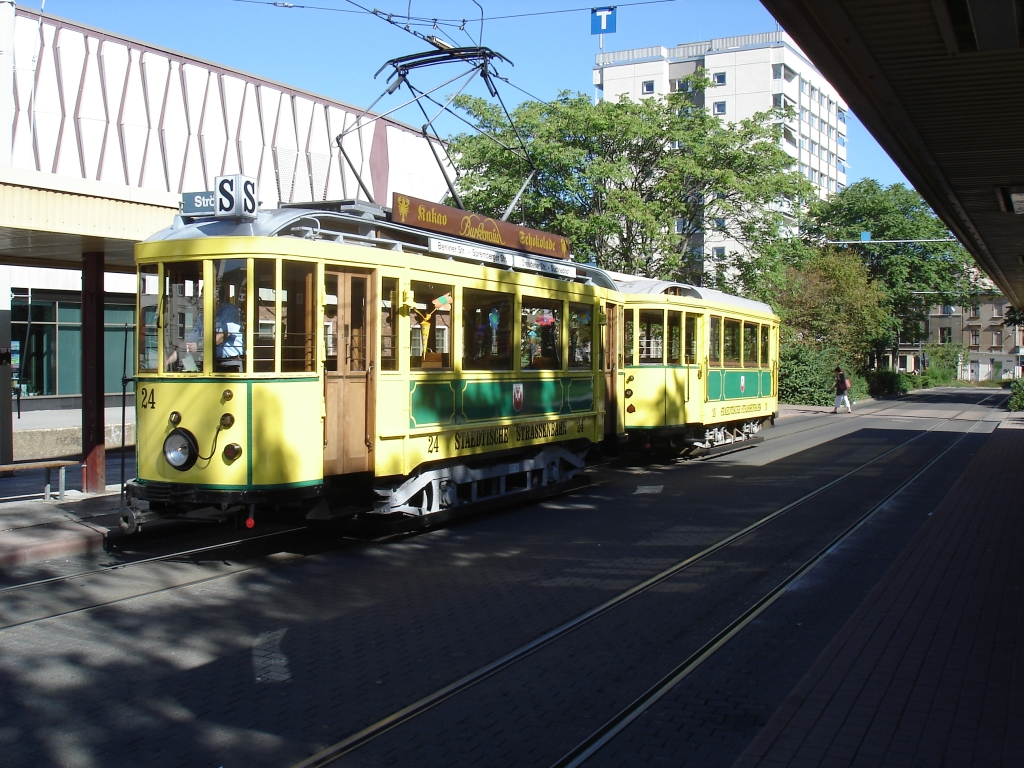
Zabytkowe tramwaje w Chociebużu

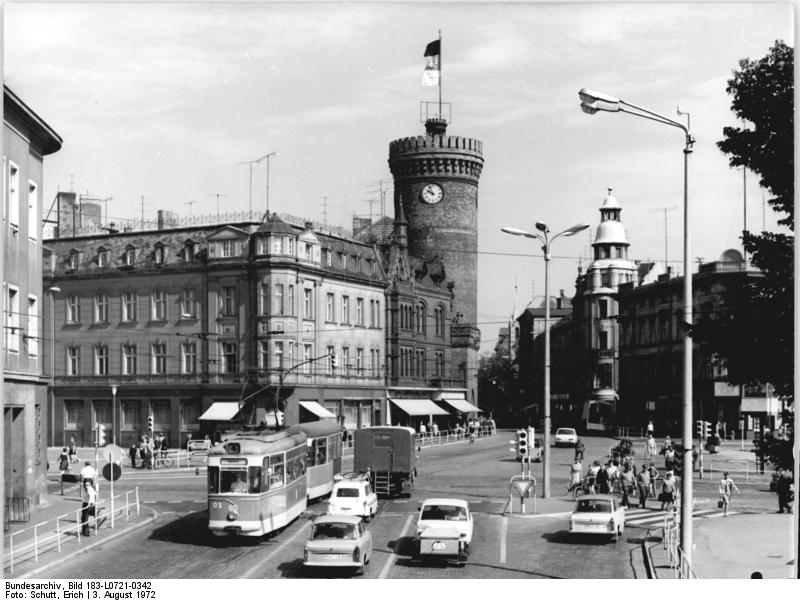
Skład tramwajów Gotha, 1972 r.

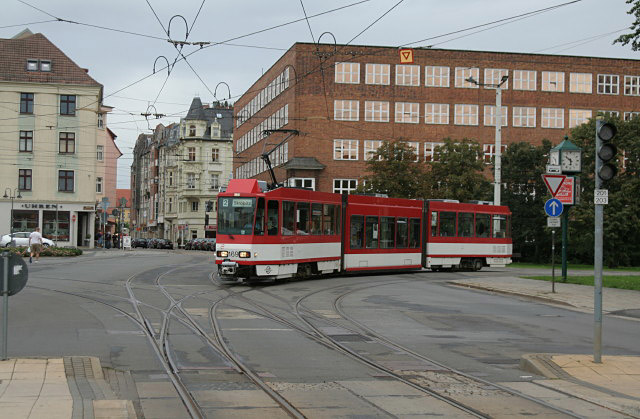
Tramwaj KTNF6 w pobliżu przystanku końcowego przy ratuszu

Tramwaje w Chociebużu (niem. Straßenbahn Cottbus, pot. Elektrische) – system tramwajowy działający od 1903 r. w mieście Chociebuż w niemieckim kraju związkowym Brandenburgia. Według stanu z października 2019 r. system składał się z czterech linii tramwajowych, kursujących po torowiskach o długości 35,3 km. Funkcjonowało 49 przystanków tramwajowych. Tabor składał się w całości z częściowo niskopodłogowych wagonów typu Tatra KTNF6.
Operatorem chociebuskiej sieci tramwajowej jest przedsiębiorstwo Cottbusverkehr działające w ramach związku komunikacyjnego Berlin-Brandenburg.

## Historia
Pierwsze próby zorganizowania transportu publicznego w Chociebużu podjęto w 1893 r., kiedy Serbołużyczanin Josew Klopzynsky uruchomił linie omnibusowe łączące dworzec kolejowy z osiedlem Sandow. Po tym, jak w 1900 r. firma Siemens-Halske wybudowała w mieście elektrownię, rozpoczęto planowanie budowy sieci tramwaju elektrycznego. Pierwszy dwukilometrowy odcinek torowiska przekazano do eksploatacji 18 lipca 1903 r. Linie tramwajowe w 1910 r.:
|  | Ströbitz – Südfriedhof       |
|  | Nordfriedhof – Staatsbahnhof |
|  | Schützenhaus – Staatsbahnhof |

Sieć tramwajowa rozwijała się stopniowo i przetrwała dwie wojny światowe. 22 grudnia 1978 r. do Chociebuża dostarczono pierwsze tramwaje KT4D czechosłowackiej produkcji, które stopniowo zastępowały w ruchu starsze tramwaje wyprodukowane w NRD.
Po zjednoczeniu Niemiec w Chociebużu brakowało taboru niskopodłogowego. Przewoźnik rozwiązał ten problem przeprowadzając przebudowę tramwajów KT4D polegającą na wstawieniu środkowego członu niskopodłogowego i mocniejszych silników. Tak zmodernizowane wagony otrzymały oznaczenie KTNF6.

## Linie
W związku z uruchomieniem nowego węzła przesiadkowego przy głównym dworcu kolejowym, 22 października 2019 r. wprowadzono nowy układ linii tramwajowych.
| Linia | Trasa |
| ----- | --- |
| 1     | Schmellwitz / Chmjelow, Anger / Najs – Nordfriedhof / Połnocny kjarchob – Bonnaskenplatz / Bonarske naměsto – Stadthalle / Měsćańska hala – Stadtpromenade / Měsćańska promenada – Görlitzer Straße/Zgórjelska droga – Hauptbahnhof / Głowne dwórnišćo |
| 2     | Sandow / Žandow – Am Doll / Pśi dole – Altmarkt / Stare wiki – Stadthalle / Měsćańska hala – Stadtmuseum / Měsćański muzej – Hauptbahnhof / Głowne dwórnišćo – Jessener Straße / Jaseńska droga |
| 3     | Ströbitz / Strobice, Hans-Sachs-Str. / H. Sachsowa droga – Stadthalle / Měsćańska hala – Stadtpromenade / Měsćańska promenada – Görlitzer Straße/Zgórjelska droga – Sportzentrum / Sportowy centrum – Badesee Madlow / Módłański jazor – Madlow / Módłej |
| 4     | (Betriebshof Schmellwitz / Depot Chmjelow –) Neu Schmellwitz / Nowy Chmjelow – Zuschka / Cužka – Sportpanazwisko / Sportowy panazwisko – Bonnaskenplatz / Bonarske naměsto – Stadthalle / Měsćańska hala – Stadtpromenade / Měsćańska promenada – Görlitzer Straße/Zgórjelska droga – Hauptbahnhof / Głowne dwórnišćo – Gelsenkirchener Platz / Gelsenkirchenske naměsto – Sachsendorf / Knorawa |

Do października 2019 r. kursowały następujące linie:
| Linia | Trasa |
| ----- | --- |
| 1     | Schmellwitz / Chmjelow, Anger / Najsy – Nordfriedhof / Połnocny kjarchob – Bonnaskenplatz / Bonarske naměsto – Stadthalle / Mešćańska hala – Marienstr./Busbahnhof / Marijina droga/Busowe dwórnišćo – Görlitzer Straße/Zgórjelska droga – Hauptbahnhof / Głowne dwórnišćo – Jessener Straße / Jaseńska droga                                             |
| 2     | Sandow / Žandow – Am Doll / Pśi dole – Altmarkt / Stare wiki – Stadthalle / Mešćańska hala – Stadtmuseum / Mešćański muzeum – Thiemstr./Hbf / Thiemowa droga/GŁD – Gelsenkirchener Platz / Gelsenkirchenska naměsto – Sachsendorf / Knorawa |
| 3     | Ströbitz / Strobice, Hans-Sachs-Str. / H. Sachsowa droga – Stadthalle / Mešćańska hala – Marienstr./Busbahnhof / Marijina droga/Busowe dwórnišćo – Görlitzer Straße/Zgórjelska droga – Sportzentrum / Sportowy centrum – Badesee Madlow / Módłański jazor – Madlow / Módłej                                                                               |
| 4     | (Betriebshof Schmellwitz / Depot Chmjelow –) Neu Schmellwitz / Nowy Chmjelow – Zuschka / Cužka – Sportpanazwisko / Sportowy panazwisko – Bonnaskenplatz / Bonarske naměsto – Stadthalle / Mešćańska hala – Stadtmuseum / Mešćański muzeum – Thiemstr./Hbf / Thiemowa droga/GŁD – Gelsenkirchener Platz / Gelsenkirchenska naměsto – Sachsendorf / Knorawa |
| 5     | Sandow / Žandow – Am Doll / Pśi dole – Altmarkt / Stare wiki – Stadthalle / Mešćańska hala – Stadtmuseum / Mešćański muzeum – Görlitzer Straße/Zgórjelska droga – Hauptbahnhof / Głowne dwórnišćo – Jessener Straße / Jaseńska droga |

## Tabor
Stan z lutego 2020 r.
| Zdjęcie        | Typ            | Eksploatacja od | Liczba |
| -------------- | -------------- | --------------- | ------ |
|                | Tatra KTNF6    | 1997            | 21     |
| Łączna liczba: | Łączna liczba: | Łączna liczba:  | 21     |